# تام سیتو
تام سیتو (انگلیسی: Tom Sito) (متولد ۱۹ مه (ماه) ۱۹۵۶) است، سیتو انیماتور آمریکایی است. او در سال ۱۹۸۸ در مجله انیمیشن در لیست صد نفر برتر در انیمیشن قرار گرفت.